# Monumento a la Victoria de Pukkwan
El Monumento a la Victoria de Pukkwan (en coreano: 북관대첩비) es una estela de piedra escrita en chino clásico que conmemora una serie de victorias militares de Corea entre 1592 y 1594 contra el ejército invasor de Japón durante la guerra Imjin. Posteriormente fue llevado a Japón durante la ocupación japonesa de Corea tras la guerra ruso-japonesa de 1905. Finalmente se descubrió en los terrenos del Santuario Yasukuni en Tokio, lo que provocó una protesta de Corea que pidió su devolución. En una ceremonia el 12 de octubre de 2005, fue entregado a las autoridades de Corea del Sur, que la devolvieron a su lugar original, que ahora se encuentra en Corea del Norte.